# هانس فون گرایفنبرگ
هانس فن گرایفنبرگ (به آلمانی: Hans von Greiffenberg) (۱۲ اکتبر ۱۸۹۳ - ۳۰ ژوئیه ۱۹۵۱) نظامی و ژنرال اهل کشور آلمان در دوره‌های امپراتوری آلمان، جمهوری وایمار و رایش سوم بود که جایگاه‌های ستادی مختلفی در نیروی زمینی آلمان در طول جنگ جهانی دوم بر عهده داشت.
وی نشان صلیب شوالیه صلیب آهنین را در ۱۸ ماه مه سال ۱۹۴۱ دریافت کرد.
ترفیع درجات:
- ۲۰ ژانویه ۱۹۱۴: ستوان دوم
- ۱۸ اوت ۱۹۱۷: ستوان یکم
- ۱ آوریل ۱۹۲۵: سروان
- ۱ اکتبر ۱۹۳۲: سرگرد
- ۱ ژوئن ۱۹۳۵: سرهنگ دوم
- ۱ ژانویه ۱۹۳۸: سرهنگ
- ۱ اوت ۱۹۴۰: سرتیپ
- ۱ آوریل ۱۹۴۲: سرلشکر
- ۱ آوریل ۱۹۴۴: سپهبد (ژنرال پیاده‌نظام)